# Unterseeboot 597
L'Unterseeboot 597 ou U-597 est un sous-marin allemand (U-Boot) de type VIIC utilisé par la Kriegsmarine pendant la Seconde Guerre mondiale.
Le sous-marin fut commandé le 16 janvier 1940 à Hambourg (Blohm & Voss), sa quille fut posée le 13 janvier 1941, il fut lancé le 1er octobre 1941 et mis en service le 20 novembre 1941, sous le commandement du Kapitänleutnant Eberhard Bopst (en).
L'U-597 n'a ni coulé ni endommagé de navire au cours des deux patrouilles (78 jours en mer) qu'il effectua. 
Il fut coulé au sud-ouest de l'Islande par un avion britannique, en octobre 1942.

## Conception
Unterseeboot type VII, l'U-597 avait un déplacement de 769 tonnes en surface et 871 tonnes en plongée. Il avait une longueur totale de 67,10 m, un maître-bau de 6,20 m, une hauteur de 9,60 m et un tirant d'eau de 4,74 m. Le sous-marin était propulsé par deux hélices de 1,23 m, deux moteurs diesel Germaniawerft M6V 40/46 de 6 cylindres en ligne de 1 400 cv à 470 tr/min, produisant un total de 2 060 à 2 350 kW en surface et de deux moteurs électriques BBC GG UB 720/8 de 375 cv à 295 tr/min, produisant un total 550 kW, en plongée. Le sous-marin avait une vitesse en surface de 17,7 nœuds (32,8 km/h) et une vitesse de 7,6 nœuds (14,1 km/h) en plongée. Immergé, il avait un rayon d'action de 80 milles marins (150 km) à 4 nœuds (7,4 km/h ; 4,6 milles par heure) et pouvait atteindre une profondeur de 230 m. En surface son rayon d'action était de 8 500 milles nautiques (soit 15 700 km) à 10 nœuds (19 km/h). 
L'U-597 était équipé de cinq tubes lance-torpilles de 53,3 cm (quatre montés à l'avant et un à l'arrière) qui contenait quatorze torpilles. Il était équipé d'un canon de 8,8 cm SK C/35 (220 coups) et d'un canon antiaérien de 20 mm Flak. Il pouvait transporter 26 mines TMA ou 39 mines TMB. Son équipage comprenait 4 officiers et 40 à 56 sous-mariniers.

## Historique
Il reçut sa formation de base au sein de la 8. Unterseebootsflottille jusqu'au 30 juin 1942, il intégra sa formation de combat dans la 1. Unterseebootsflottille.
L'U-597 quitte Kiel le 27 juin 1942 pour se diriger dans l'Atlantique Nord. Il navigua entre l'Islande et les Îles Féroé, au large de Terre-Neuve (zone GIUK).
Il arrive à Brest, en France occupée, le 16 août 1942.
Le submersible quitte Brest pour la dernière fois le 16 septembre 1942. Il coule moins d'un mois plus tard, le 12 octobre à la position 56° 50′ N, 28° 05′ O, par des charges de profondeur d'un B-24 Liberator britannique de la No. 120 Squadron RAF (en), piloté par le Chef d'Escadron Terry Bulloch.
Les 49 membres d'équipage meurent dans cette attaque.

## Affectations
- 8. Unterseebootsflottille du 20 novembre 1941 au 30 juin 1942 (Période de formation).
- 1. Unterseebootsflottille du 1er juillet 1942 au 12 octobre 1942 (Unité combattante).

## Commandement
- Kapitänleutnant Eberhard Bopst (en) du 20 novembre 1941 au 12 octobre 1942.

## Patrouilles
|       | Commandant            | Départ            | Départ | Arrivée         | Arrivée | Jours    | Succès |
| ----- | --------------------- | ----------------- | ------ | --------------- | ------- | -------- | ------ |
| 1     | Kptlt. Eberhard Bopst | 27 juin 1942      | Kiel   | 16 août 1942    | Brest   | 51 jours |        |
| 2     | Kptlt. Eberhard Bopst | 16 septembre 1942 | Brest  | 12 octobre 1942 | Coulé   | 27 jours |        |
| Total | Total                 | Total             | Total  | Total           | Total   | 78 jours | 0 t    |

Note : Kptlt. = Kapitänleutnant

### Opérations Wolfpack
L'U-595 opéra avec les Rudeltaktik (meute de loups) durant sa carrière opérationnelle.
- Loup (13-30 juillet 1942)
- Pirat (30 juillet - 3 août 1942)
- Steinbrinck (3-11 août 1942)
- Blitz (22-26 septembre 1942)
- Tiger (26-30 septembre 1942)
- Luchs (1-6 octobre 1942)
- Panther (6-12 octobre 1942)
- Leopard (12 octobre 1942)